# أرييل لوبيز
أرييل لوبيز (بالإسبانية: Ariel Maximiliano López)‏ (5 أبريل 1974 في الأرجنتين - ) هو لاعب كرة قدم أرجنتيني في مركز الهجوم. لعب مع ريال مايوركا وكيلمس ونادي أونيفرسيداد ناسيونال ونادي إيركوليس ونادي جنوى ونادي سان لورينزو ونادي لانوس ونادي نيكاكسا.

## وصلات خارجية
- أرييل لوبيز على موقع قاعدة بيانات كرة القدم.إي يو (الإنجليزية)